# Llamada telefónica

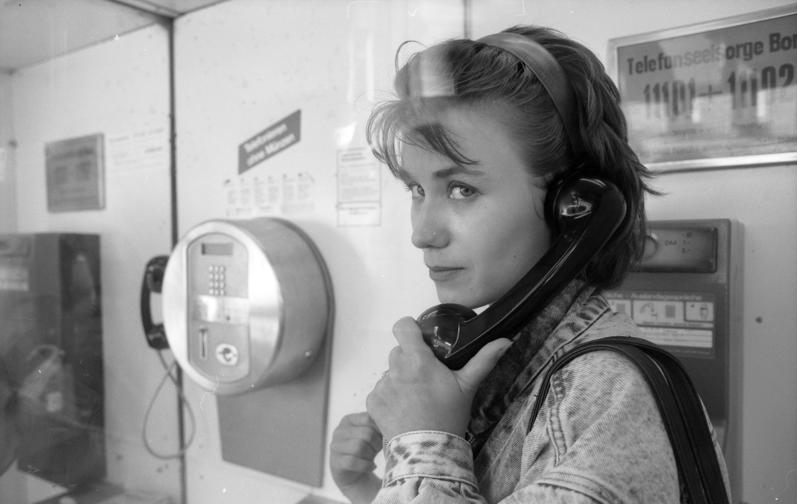
Una usuaria durante una llamada telefónica en 1980.

Una llamada telefónica (también nombrada telefonazo o fonazo) es la operación en la que se comunican generalmente 2 personas, aunque pueden ser varias personas, a ambos extremos de una línea telefónica.
La comunicación suele realizarse de forma remota (tele > lejos) a través de dos teléfonos (uno para cada extremo de la conexión), utilizando la voz (fono > sonido).  Aunque es posible llamar al teléfono del compañero de la mesa de al lado en una oficina o a nuestro vecino.
Aparte del aparato telefónico, llamado de forma abreviada “teléfono”, se requiere el número de teléfono de dicho aparato para poder contactar, lo que se denomina “llamar al número de teléfono (del destinatario)”.
Tras el marcaje del número de teléfono de este último en el teclado del teléfono del emisor de la llamada, un timbre suena el teléfono de destino hasta que el individuo en cuestión descuelga aceptando la llamada.
Además del método tradicional de hacer una llamada telefónica, las nuevas tecnologías permiten diferentes métodos para iniciar llamadas telefónicas, como por ejemplo la marcación por voz o Voz sobre IP, la tecnología permite también realizar llamadas a través de un PC, utilizando un servicio como Skype.
Las llamadas telefónicas son un mercado para los operadores de telefonía, que en general ofrecen la posibilidad de suscripción a sus servicios, el servicio de telefónico. En general se cargan a la cuenta del cliente en función de la duración, la ubicación del receptor de la llamada y la calidad del número marcado, pudiendo tener una política de Inicio especial.
Existe la modalidad de spam telefónica. En algunos países como Argentina los usuarios de teléfonos celulares pueden inscribirse en un Registro para no recibir las llamadas telefónicas no solicitadas.